# Simplicithyris
Simplicithyris är ett släkte av armfotingar. Simplicithyris ingår i ordningen Terebratulida, klassen Rhynchonellata, fylumet armfotingar och riket djur.
Kladogram enligt Catalogue of Life:
| Simplicithyris | \| \| Simplicithyris japonica \| \| \| \| \| \| Simplicithyris kurilensis \| \| \| \| |
|                | \| \| Simplicithyris japonica \| \| \| \| \| \| Simplicithyris kurilensis \| \| \| \| |
|                | Aulacothyropsidae                                                                     |
|                |                                                                                       |
|                | Bouchardiidae                                                                         |
|                |                                                                                       |
|                | Cancellothyrididae                                                                    |
|                |                                                                                       |
|                | Chlidonophoridae                                                                      |
|                |                                                                                       |
|                | Cnismatocentridae                                                                     |
|                |                                                                                       |
|                | Dallinidae                                                                            |
|                |                                                                                       |
|                | Dyscoliidae                                                                           |
|                |                                                                                       |
|                | Frenulinidae                                                                          |
|                |                                                                                       |
|                | Gwynioidea                                                                            |
|                |                                                                                       |
|                | Holobrachia                                                                           |
|                |                                                                                       |
|                | Kingenidae                                                                            |
|                |                                                                                       |
|                | Kraussinidae                                                                          |
|                |                                                                                       |
|                | Laqueidae                                                                             |
|                |                                                                                       |
|                | Macandreviidae                                                                        |
|                |                                                                                       |
|                | Megathirididae                                                                        |
|                |                                                                                       |
|                | Megathyrididae                                                                        |
|                |                                                                                       |
|                | Platidiidae                                                                           |
|                |                                                                                       |
|                | Terebrataliidae                                                                       |
|                |                                                                                       |
|                | Terebratellidae                                                                       |
|                |                                                                                       |
|                | Terebratulidae                                                                        |
|                |                                                                                       |
|                | Thaumatosiidae                                                                        |
|                |                                                                                       |
|                | Zeilleriidae                                                                          |
|                |                                                                                       |
|                | Simplicithyris japonica                                                               |
|                |                                                                                       |
|                | Simplicithyris kurilensis                                                             |
|                |                                                                                       |

|  | Simplicithyris japonica   |
|  |                           |
|  | Simplicithyris kurilensis |
|  |                           |